# Língua cauaíbe
O Cauaíbe (também grafado Kagwahív) é uma língua indígena brasileira, da família linguística tupi-guarani, tronco tupi falada pelos Cauaíbes.
Subdivide-se nos dialetos étnicos parintintin, diahói, juma, amondaua, caripuna, tenharim, uru-eu-uau-uau e piripkúra.

## Divisão

### Sampaio (2001)
Classificação interna do grupo lingüístico Kawahíb segundo Sampaio (2001):
- Kawahíb
  - Juma
  - (subramo)
    - Tenharim, Parintintin
    - (subramo)
      - Uru-eu-uau-uau, Amondava
      - Karipuna, Diahoi

Segundo Sampaio (2001), o kayabi não é uma língua Kawahíb.

### Kracke (2007)
Os grupos Kawahíva (Kagwahiv) segundo Kracke (2007):
- Kagwahiv Setentrionais
  - Parintintín
  - Tenharim
  - Jiahui
  - Pãi'ĩ
  - Kutipãi'ĩ
  - Júma
- Kagwahiv Meridionais
  - Jupaú
  - Amondáwa
  - Karipúna

### Aguilar (2013)
Os grupos Kawahíwa segundo Aguilar (2013, 2018):
- Kawahíwa Setentrionais
  - Parintintín
  - Tenharim
  - Diahói
  - Júma
- Kawahíwa Meridionais
  - Jupaú (Uru-Eu-Wau-Wau)
  - Amondáwa
  - Karipúna
  - Apiaká
  - Kayabí (Kawaiwete)
  - Piripkúra
  - grupos isolados

## Distribuição geográfica
Lista das Terras Indígenas Kawahíwa:
Amazonas:
- T.I. Nove de Janeiro (Parintintín)
- T.I. Ipixuna (Parintintín)
- T.I. Tenharim
- T.I. Tenharim – Gleba B
- T.I. Tenharim – Sepoti
- T.I. Diahói

Rondônia:
- T.I. Karipúna
- T.I. Uru-Eu-Wau-Wau (Jupaú, Amondáwa, Júma)

Mato Grosso:

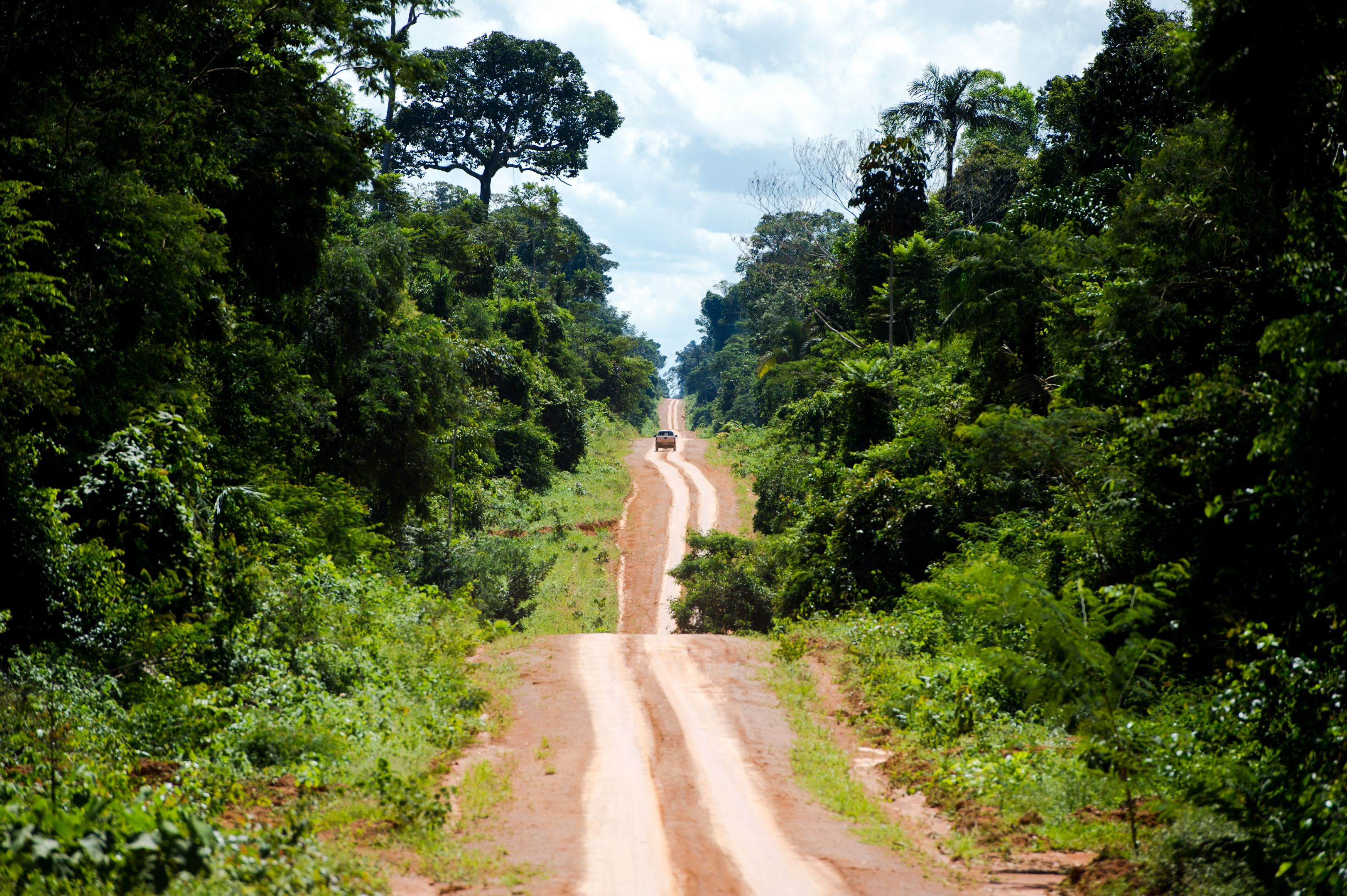
Colniza (Mato Grosso) - Estrada que leva ao distrito de Guariba e marca o limite da Terra Indígena Kawahiva do Rio Pardo (Marcelo Camargo/Agência Brasil)

- T.I. Apiaká do Pontal (Apiaká e Kawahíwa Isolados)
- T.I. Apiaká-Kayabí
- T.I. Batelão (Kayabí)
- T.I. Piripkúra: nos municípios de Colniza e Rondolândia (MT)
- T.I. Kawahíwa do Rio Pardo (Kawahíwa Isolados)
- Parque Indígena do Xingu (PIX) (Kayabí)

Lista dos povos Kawahíb (SIL 1977; citado em Sampaio 2001, p. 89-90):
| Povo/Língua                   | Localização                                                                    |
| ----------------------------- | ------------------------------------------------------------------------------ |
| Amondava                      | Rondônia                                                                       |
| Apiaká                        | Norte do Mato Grosso, acima do rio Tapajós em confluência com o rio São Miguel |
| Juma                          | Amazonas, acima do Ipixuna e Tabocal, tributários do rio Purus                 |
| Tenharim (incluindo o Diahói) | Rio Marmelos, ao sul do Amazonas                                               |
| Karipuna                      | Rio Jaci-Paraná, em Rondônia                                                   |
| Morerebi                      | Rio Preto e rio Marmelos, ao sul do Amazonas                                   |
| Paranawat                     | Rondônia, nos tributários do rio Ji-Paraná: rio Machado e rio do Sono          |
| Tukumanfed                    | Rondônia, na boca do Cacoal, tributário do rio Ji-Paraná                       |
| Uru-eu-uau-uau                | Rondônia                                                                       |

Lista de grupos Kagwahiva em situação de isolamento voluntário (Marçoli 2018: 59):
| Povo                                            | Município                                             |
| ----------------------------------------------- | ----------------------------------------------------- |
| Isolados do alto rio Marmelos                   | Humaitá/AM; Manicoré/AM; Machadinho d'Oeste/RO        |
| Isolados do rio Pardo                           | Apuí/AM; Colniza/MT (T.I. Kawahiva do rio Pardo)      |
| Isolados Kawahib ou Piripkura do rio Madeirinha | Colniza/MT; Rondolândia/MT                            |
| Isolados da Terra da Onça (Jurure'i)            | Alvorada d'Oeste/RO; Urupá/RO                         |
| Isolados do rio Formoso e Jaci-Paraná           | Nova Mamoré/RO; Buritis/RO; Campo Novo de Rondônia/RO |

(Ver também: Povos isolados#Brasil)

Lista das etnias Kawahíwa (Aguilar 2015):
| Etnia                            | ISO 639 | Estado                      | Outros nomes                                                | População | Língua                                           |
| -------------------------------- | ------- | --------------------------- | ----------------------------------------------------------- | --------- | ------------------------------------------------ |
| Amondáwa                         | adw     | Rondônia                    | Amondava                                                    | 123       | Amondáwa; Português                              |
| Apiaká                           | api     | Mato Grosso, Pará, Amazonas | Apiacá                                                      | 799       | Português; Apiaká (“lembradores da língua”)      |
| Diahói                           | pah     | Amazonas                    | Jiahui                                                      | 135       | Português; Diahói (“lembradores da língua”)      |
| Júma                             | jua     | Amazonas                    | Yuma                                                        | 12        | Júma; Português                                  |
| Karipúna de Rondônia             | kmv     | Rondônia                    | Karipúna de Guaporé, Caripuna, Karipúna, Ahé                | 21        | Português; Karipúna (“lembradores da língua”)    |
| Kayabí                           | kyz     | Mato Grosso, Pará           | Kajabi, Kaiabi, Parua, Maquiri, Caiabi, Kayabí, Cajabi      | 1.814     | Kayabí; Português                                |
| Parintintín                      | pah     | Amazonas                    | Cabahyba                                                    | 477       | Português; Parintintín (“lembradores da língua”) |
| Tenharim                         | pah     | Amazonas                    | (Kagwahiva)                                                 | 525       | Tenharim; Português                              |
| Uru-Eu-Wau-Wau                   | urz     | Rondônia                    | Urupain, Uru-Pa-In, Jupaú, Bocas-negras, Bocas-pretas, etc. | 184       | Uru-Eu-Wau-Wau; Português                        |
| Isolados do Madeirinha           |         | Mato Grosso                 | Kawahiva do Rio Pardo                                       | ?         | (Kawahíwa)                                       |
| Isolados do Teles Pires          |         | Mato Grosso                 | (Isolados do Rio São Tomé)                                  | ?         | Apiaká                                           |
| Piripkúra (recém-contatados)     |         | Mato Grosso                 | Piripkúra                                                   | 2 (3)     | (Kawahíwa)                                       |
| Isolados da T. I. Uru-Eu-Wau-Wau |         | Rondônia                    | (Parakwara, Isolados de Rondônia, Jurureis)                 | ?         | (Kawahíwa)                                       |

## Comparação lexical
Comparação lexical (Aguilar 2015):
Fontes dos dados
- Kayabí: Weiss (2005)[9]
- Parintintín: Betts (1981)[10]
- Tenharim: Sampaio (2001)[3]
- Amondáwa: Sampaio (2001)
- Jupaú: Sampaio (2001)
- Karipúna: Sampaio (2001)
- Júma: Sampaio (2001)
- Diahói: Sampaio (2001)

| N.º | Inglês   | Português     | Kayabí          | Parintintín                 | Tenharim   | Amondáwa     | Jupaú        | Karipúna   | Júma       | Diahói           |
| --- | -------- | ------------- | --------------- | --------------------------- | ---------- | ------------ | ------------ | ---------- | ---------- | ---------------- |
| 1   | louse    | piolho        | -kyp            | -kyv                        | ky         | kyβə         | kyβə         | kyβə       | kyβ        | kyhyβə           |
| 2   | two      | dois          | muku͂i           | meme, mokonh                | mõkõj͂      | mõkõj͂        | mõkõj͂        | mõkõj͂      | mõkõjɲə͂    | mõkõj͂            |
| 3   | water    | água          | ʔy              | -hy; -y                     | yhyə       | yhyə         | yhyə         | yhy        | yhyə       | yhy              |
| 4   | ear      | orelha        | -nami           | -nambi                      | nãmi       | nãmiə        | nãmiə        | nãmiə      | nãmi       | nãmiə            |
| 5   | die      | morrer        | -mann           | -mano                       | mo͂no͂       | mo͂no͂         | mo͂no͂         | mo͂no͂       | mano       | mo͂no͂             |
| 6   | I        | eu            | je              | a-, i-, ji-, jihi           | ɲihi       | dʒihe        | dʒihe        | dʒihe      | ɲi         | ɲihi             |
| 7   | liver    | fígado        | -pyʔa           | -pyʔa                       | pyʔa       | pyʔa         | pyʔa         | pyʔa       | pyʔa       | pyʔa             |
| 8   | eye      | olho          | -ea             | -eakwar                     | akʷɾə      | akʷɾə        | ɛakɾə        | ɛakʷɾə     | ɛakʷɾə     | ɾɛakʷɾə          |
| 9   | hand     | mão           | -po             | -po                         | pɔ         | pɔə          | pɔə          | pɔə        | pɔə        | pɔ               |
| 10  | hear     | ouvir/escutar | -apyaka         | ʔapyha, -enduv              | enu        | enu          | enu          | enu        | enuβ       | enu              |
| 11  | tree     | árvore        | ʔyp             | -ʔyva                       | yβa        | yβa          | yβa          | yβa        | yβa        | yβa              |
| 12  | fish     | peixe         | pira            | pira                        | piɾa       | piɾa         | piɾa         | piɾa       | piɾa       | piɾa             |
| 13  | name     | nome          | -ʔet            | -er                         | ɾɛɾ        | ɾɛɾə         | ɾɛɾə         | ɾɛɾə       | ɛɾə        | ɾɛɾ              |
| 14  | stone    | pedra         | ita             | itaky                       | ita        | ita          | ita          | ita        | itakyə     | ita              |
| 15  | tooth    | dente         | -ãi             | -anh                        | αhãɲə͂      | αhãɲə͂        | αhãɲə͂        | Pãɲə͂       | ãɲə͂        | Pãɲə͂             |
| 16  | breasts  | seios         | -kam            | -kam                        | kãmə       | kãmə         | kãmə         | ɩkãmə      | ɩkãmə      | kãmə             |
| 17  | you      | você          | ene             | ere-                        | nehe       | nehe         | nehe         | nehe       | ne         | nehe             |
| 18  | path     | caminho       | -ape            | pehe                        | pɛhɛ       | pɛhɛə        | pɛhɛə        | pɛhɛ       | papoku     | pɛhɛ             |
| 19  | bone     | osso          | -kagʔ           | -kag͂                        | kãɲə       | kãɲə         | kãɲə         | kãɲə       | kãɲə       | kãɲə             |
| 20  | tongue   | língua        | -ku             | -ku͂                         | ajme       | ajme         | hajme        | ajme       | ajme       | ajme             |
| 21  | skin     | pele          | -pit            | -pir                        | piɾə       | piɾə         | piɾə         | piɾə       | piɾə       | piɾə             |
| 22  | night    | noite         | -apy͂i           | ypytun                      | ypytunə    | ypytunə      | ypytunə      | ypytunə    | ypytunə    | pytunə           |
| 23  | leaf     | folha         | kaʔa            | kaʔa                        | kaʔa       | kaʔa         | kaʔa         | kaʔa       | kaʔa       | kaʔa             |
| 24  | rain     | chuva         | aman            | aman                        | amãnə͂      | amãnə͂        | amãnə͂        | amãnə͂      | amãnə͂      | amãnə͂            |
| 25  | kill     | matar         | -juka           | -juka                       | ɲuka       | dʒɲuka       | dʒɲuka       | juka       | ɲuka       | ɲukãŋã           |
| 26  | blood    | sangue        | -uy             | -eko, -gwy                  | ɲʷi        | βyʔy         | βyʔy         | βyʔy       | ɛkɔ        | ɾɛkɔ             |
| 27  | horn     | chifre        | -asi͂            | -ati͂                        | ãti        | atʃiə        | atʃiə        | atʃiə      | hatʃiəŋ    | ɲapytɾati        |
| 28  | person   | pessoa        | ae-             | ahe                         | ahe        | ahe          | ahe          | ahe        | ahe        | gahe             |
| 29  | knee     | joelho        | -enupyʔã        | -enypy'ã                    | nɛpyʔã     | ɛnɛpyʔã      | ɛnɛpyʔã      | nɛpyʔã     | ɛnɛpyʔã    | nɛpyʔã           |
| 30  | one      | um            | ajepei          | ojipeji                     | oɲipeɲi    | odʒipeɲi     | odʒipeɲi     | oɲipeɲi    | oɲipeɲi    | odʒipeɲi         |
| 31  | nose     | nariz         | -si͂             | -apynh, -ti͂                 | apyɲə      | apyɲə        | apyɲə        | nipyɲə     | ty         | py               |
| 32  | full     | cheio         | -pap            | -pypiar (d: cheio; grávida) | haɨŋʷɲiʔi  | haβaheβahim  | haβaheβahim  | tyhuə      | itaɾu      | nikoβahĩ         |
| 33  | come     | vir           | -jot            | -ur                         | ʔu         | ʔu           | ʔu           | ʔu         | ʔu         | ʔu               |
| 34  | star     | estrela       | jaytata         | jaytata'ia                  | ɲahytataʔi | dʒahytataʔiə | dʒahytataʔiə | ɲahytataʔi | ɲahytataʔi | ɲatataʔi         |
| 35  | mountain | montanha      | ywyʔamuku       | yvytyruhu; yvy'am           | ɨβɨteɾə    | yβyteɾə      | yβɨteɾə      | yβyteɾə    | ywyaʔmaɾi  | yβytyɾə          |
| 36  | fire     | fogo          | -ata            | -ata                        | tata       | tata         | tata         | tata       | tata       | tata             |
| 37  | we       | nós           | jane            | nhande-, ore-               | ɲanɛ; ɔɾɛ  | ɲanɛ; ɔɾɛ    | ɲanɛ; ɔɾɛ    | ɲanɛ; ɔɾɛ  | ɲanɛ; ɔɾɛ  | ɲanɛmɛmɛ; ɡapɔβe |
| 38  | drink    | beber         | -yʔu            | yʔu                         | yʔu        | yʔu          | yʔu          | yʔu        | yʔu        | yʔu              |
| 39  | see      | ver           | -esak           | -epiag                      | epʲɛ       | epʲɛk        | epʲɛk        | epʲɛ       | epʲaɡ      | epʲɛ             |
| 40  | bark     | casca         | -ape            | -ape                        | -          | -            | -            | -          | -          | -                |
| 41  | new      | novo          | -pyau           | -pyahu; -voja               | pyahu      | pyahuə       | pyahuə       | pyahu      | βoɲa       | ipyahuə          |
| 42  | dog      | cachorro      | kasuru; kwataʔi | nhag͂watig͂; ingaruruʔi͂       | ɲãɲʷatiŋə  | dʒaʔɲʷaɾə    | dʒaʔɲʷaɾə    | dʒaʔɲʷaɾə  | dʒaʔɲʷaɾə  | ɲãɲʷatiŋə        |
| 43  | sun      | sol           | kwatʔ           | kwara                       | kʷɾa       | kʷɾa         | kʷɾa         | kʷɾahy     | kʷɾa       | kʷɾahy           |

## Evolução fonológica
Características mais gerais em relação ao Proto-Tupi-Guarani (PTG):
- conservação das consoantes finais
- fusão de *tx e *ts, ambos mudados em h
- mudança de *pw em kw (Parintintín, Apiaká) ou em fw, f (Kawahíb)
- conservação de *pj
- conservação de *j
- marcas pronominais de 3ª pessoa masculina, feminina e plural, comuns ao homem e à mulher

Exemplos:
- PTG *akér "eu durmo" > Parintintín akír
- PTG *jatxý "lua" > Parintintín jahý
- PTG *otsó "ele vai" > Parintintín ohó
- PTG *tseapwén "cheira bem" > Parintintín heakwén
- PTG *-akypwér "parte de trás" > Parintintín -akykwér-i "na ausência"
- PTG *-epják "ver" > Parintintín apiag
- PTG *jacaré "jacaré" > Parintintín jakaré
- Parintintín ga pý "pé dele", hẽ pý "pé dela", nga pý "pés deles, delas"